# 1309
- Wikisource

| Calendário gregoriano                                                        | 1309 MCCCIX                                            |
| Ab urbe condita                                                              | 2062                                                   |
| Calendário arménio                                                           | 758 – 759                                              |
| Calendário bahá'í                                                            | -535 – -534                                            |
| Calendário budista                                                           | 1853                                                   |
| Calendário chinês                                                            | 4005 – 4006 Início a 11 de fevereiro (aproximadamente) |
| Calendário copta                                                             | 1025 – 1026                                            |
| Calendário etíope                                                            | 1301 – 1302                                            |
| Calendários hindus - Vikram Samvat - Calendário nacional indiano - Cáli Iuga | 1364 – 1365 1230 – 1231 4409 – 4410                    |
| Calendário Holoceno                                                          | 11309                                                  |
| Calendário islâmico                                                          | 708 – 710                                              |
| Calendário judaico                                                           | 5069 – 5070                                            |
| Calendário persa                                                             | 687 – 688                                              |
| Calendário rúnico                                                            | 1559                                                   |
| Calendário solar tailandês                                                   | 1852                                                   |

1309 (MCCCIX, na numeração romana) foi um ano comum do século XIV do Calendário Juliano, da Era de Cristo, e a sua letra dominical foi E (52 semanas), teve início a uma quarta-feira, terminou também a uma quarta-feira.
No reino de Portugal estava em vigor a Era de César que já contava 1347 anos.
| Ano completo                        |
| ----------------------------------- |
| Ano comum com início à quarta-feira |

## Eventos
- 14 de março — Nácer ascende ao trono do Reino Nacérida de Granada após a deposição do seu meio-irmão Maomé III de Granada. Reinará até 1314.
- 12 de setembro — casamento do infante D. Afonso, futuro rei D. Afonso IV de Portugal com Beatriz de Castela.

## Nascimentos
- 9 de junho — Ruperto I, Eleitor Palatino do Reno, foi Conde Palatino do Reno de 1353 a 1390 e fundador da Universidade de Edelberga. (m. 1390).
- Leão V da Arménia (m. 1341).

## Mortes
- 4 de janeiro — Beata Ângela de Foligno, mística italiana.
- 6 de Maio – Carlos II de Nápoles.